# 塩野勝美
塩野 勝美（しおの かつみ、1972年3月21日 - ）は、日本の俳優、声優。

## 人物・概要
日本ナレーション演技研究所、東映テレビ・プロダクション事業部出身。過去には演団博打鮪にも所属していた。
資格：普通自動車免許取得、英語検定三級取得、Microsoft Office Specialist Word 2003取得。趣味は映画鑑賞。好きな食べ物はグミキャンデー。
東映TVプロダクション所属時は東映TVプロ製作の作品、特に仮面ライダーシリーズなどの特撮ヒーロー番組に多数出演。ゲスト怪人の声として御馴染みの存在だが、『仮面ライダー響鬼』の仮面ライダー裁鬼や『仮面ライダーカブト』（ゲーム版）の仮面ライダーケタロスのようにヒーローの声を演じることもある。

## 出演作品

### 特撮
- 仮面ライダーシリーズ
  - 仮面ライダーアギト（クロウロード/コルウス・クロッキオの声、ビーロード/アピス・ウェスパの声、スティングレイロード/ポタモトリゴン・ククルスの声、スティングレイロード/ポタモトリゴン・カッシスの声、フィッシュロード/ピスキス・アラパイマの声、警察無線の声[3]）
    - 劇場版 仮面ライダーアギト PROJECT G4（アントロード/フォルミカ・ぺデスの声）
    - 仮面ライダーアギト スペシャル 新たなる変身（警察無線の声[3]）

  - 仮面ライダー龍騎（ゼノバイターの声、デッドリマーの声、ゲルニュートの声、ガルドサンダーの声、アビスハンマーの声、アビスラッシャーの声、ソノラブーマの声、バズスティンガー・ホーネットの声、バズスティンガー・ワスプの声、バズスティンガー・ビーの声、ブロバジェルの声、ガルドミラージュの声、ガルドストームの声、バズスティンガー・ブルームの声、バズスティンガー・フロストの声、モンスター軍団の声、オメガゼールの声、マガゼールの声、ガゼル軍団の声、シアゴーストの声）
    - 仮面ライダー龍騎スペシャル 13RIDERS（仮面ライダーインペラーの声[3]、ソロスパイダーの声[3]）

  - 仮面ライダー555（ピエロの声、トードスツールオルフェノクの声、スティンクバグオルフェノクの声、スロースオルフェノクの声、オクラオルフェノクの声、フリルドリザードオルフェノクの声）
  - 仮面ライダー剣（ローカストアンデッドの声、モスアンデッドの声、センチピードアンデッドの声、トリロバイトアンデッドの声、スパイダーアンデッドの声、モールアンデッドの声、ワーウルフの声、バッファローアンデッドの声、ペッカーアンデッドの声、トータスアンデッドの声、スカラベアンデッドの声、ジェリーフィッシュアンデッドの声、トライアルFの声、ティターン・男の声、ケルベロスの声、ダークローチの声、実況の声）
  - 仮面ライダー響鬼（仮面ライダー裁鬼の声[3]、ヤマビコの声[3]、カッパの声、バケネコ〈親、子〉の声、テングの声）
  - 仮面ライダーカブト（ゼクトルーパーの声）
  - 仮面ライダー電王（レオソルジャーの声、大量のイマジン軍団の声）
  - 仮面ライダーキバ（スパイダーファンガイアの声、ホースファンガイアの声、シープファンガイアの声、プローンファンガイアの声、イヤーウイッグファンガイアの声、サンゲイザーファンガイアの声）
  - 仮面ライダーディケイド（仮面ライダー龍騎の声〈ライダー大戦時のみ〉、仮面ライダーG4の声〈ライダー大戦時のみ〉、ラ・ドルド・グの声、ゴ・バベル・ダの声、TVレポーターの声、バッファローアンデッドの声、メ・バチス・バの声、アントロード/フォルミカ・ペデスの声、仮面ライダーサイガの声、スカラベアンデッドの声）
  - 仮面ライダーG（フィロキセラワームの声）
- スーパー戦隊シリーズ
  - 超力戦隊オーレンジャー（基地内放送の声[3]）
  - 激走戦隊カーレンジャー（ゾクピンクの声[3]）
  - 電磁戦隊メガレンジャー（ウツボネジレクローンの声[3]）
  - 星獣戦隊ギンガマン（爆弾人形 役）
  - 百獣戦隊ガオレンジャー（オルゲットの声）
  - 忍風戦隊ハリケンジャー（下忍マゲラッパの声、忍狼獣ファングール・急の声、合身巨獣ファンゲロスの声）
  - 爆竜戦隊アバレンジャー（バーミア兵の声、テンサイエローの声[3]）
  - 特捜戦隊デカレンジャー（アーナロイドの声、バーツロイドの声[3]、スピリト星人ビョーイの声[3]）
  - 魔法戦隊マジレンジャー（ほとんどの冥獣の声、冥府兵ゾビルの声、冥府伍長ハイゾビルの声[3]、冥獣帝ン・マ〈復活前〉の声[3]）
  - 轟轟戦隊ボウケンジャー（デスペラートの声）
  - 獣拳戦隊ゲキレンジャー（臨獣拳士リンシーの声、落ちこぼれリンシーの声）
- 超光戦士シャンゼリオン（洋服屋の店員 役〈第2話〉）
- 美少女戦士セーラームーン（妖魔の声[3]）
  - 美少女戦士セーラームーン Special Act（妖魔ソードの声[3]）
- 妖ばなし（スズキ 役〈第6話〉）

### テレビドラマ
- 検察審査会
- 写楽殺人事件
- 女優・杏子
- 蘇える金狼

### Vシネマ
- 男たちの遊戯
- てれびくん全員サービスDVD「仮面ライダー響鬼超バトルDVD 明日夢!キミも鬼になれる!!」（仮面ライダー裁鬼の声）
- スーパー戦隊シリーズ
  - 電磁戦隊メガレンジャーVSカーレンジャー（再生カマキリネジラーの声[3]、他）
  - 星獣戦隊ギンガマンVSメガレンジャー（再生壊力坊の声[3]、再生煙工門の声[3]、他）
  - 未来戦隊タイムレンジャーVSゴーゴーファイブ（ゲーマルクの又従兄弟ディナールの声[3]）
  - 百獣戦隊ガオレンジャーVSスーパー戦隊（オルゲットの声、再生タイヤオルグの声）
  - 忍風戦隊ハリケンジャーVSガオレンジャー（下忍マゲラッパの声、再生カンガルーレットの声[3]）
  - 特捜戦隊デカレンジャーVSアバレンジャー（アーナロイドの声、再生ボンゴブリンの声）
  - 魔法戦隊マジレンジャーVSデカレンジャー（冥府兵ゾビルの声）
- 忍者旋風 ONIGIRI（お龍 役）
- まるごし刑事

### 映画
- オトコタチノ狂（機動隊員 役[3]）
- 仮面ライダーシリーズ
  - 劇場版 仮面ライダーアギト PROJECT G4（アントロードの声[要出典]、フォルミカ・ペデスの声[3]、G4基地内オペレーターの声[3]）
  - 劇場版 仮面ライダー龍騎 EPISODE FINAL（シアゴーストの声、レイドラグーンの声）
  - 劇場版 仮面ライダー剣 MISSING ACE（スキッドアンデッドの声、ビートルアンデッドの声、ローカストアンデッドの声、モスアンデッドの声、トリロバイトアンデッドの声、スパイダーアンデッドの声、ギラファアンデッドの声、タランチュラアンデッドの声[要出典]、アンデッドの声[3]、アルビローチの声[3]）
  - 劇場版 仮面ライダー響鬼と7人の戦鬼（火焔大将の声、魔化魍忍群〈紅狐、白狐〉の声）[要出典][注釈 1]
  - 仮面ライダー THE FIRST（ショッカー戦闘員の声[3]）[注釈 1]
  - 劇場版 仮面ライダーカブト GOD SPEED LOVE（ゼクトルーパーの声）[要出典][注釈 1]
  - 仮面ライダー THE NEXT（ショッカー戦闘員の声[3]、ショッカーライダーの声[3] [注釈 1]）
  - 劇場版 仮面ライダー電王&キバ クライマックス刑事（ホースファンガイアの声）[要出典][注釈 1]
  - 劇場版 仮面ライダーキバ 魔界城の王（アントライオンファンガイアの声[要出典]、マンドレイクレジェンドルガの声）
- さまよえる脳髄
- 人造人間ハカイダー[3][注釈 1]
- スーパー戦隊シリーズ
  - 劇場版 百獣戦隊ガオレンジャー 火の山、吼える（オルゲットの声）
  - 忍風戦隊ハリケンジャー シュシュッと THE MOVIE（下忍マゲラッパの声[3]、再生ヒゲナマ頭巾の声[3]）
  - 爆竜戦隊アバレンジャー DELUXE アバレサマーはキンキン中!（バーミア兵の声）
  - 特捜戦隊デカレンジャー THE MOVIE フルブラスト・アクション（バーツロイドの声[3]）
  - 魔法戦隊マジレンジャー THE MOVIE インフェルシアの花嫁（冥府兵ゾビルの声、冥府伍長ハイゾビルの声）
  - 轟轟戦隊ボウケンジャー THE MOVIE 最強のプレシャス（再生ツクモガミ軍団の声、カースの声）
- 地球防衛未亡人（防衛隊員5）

### 舞台
- あゝひめゆりの塔
- おとなのおしごと TEAM COMICAL DRAGON（声の出演）
- 萌えよ斬鉄剣!（声の出演）
- 陽だまりの樹
- Boys, be ambitious?（副会長 役）

### ゲーム
- 宇宙刑事魂（ダブルマン、サーベルダブラー、暗黒サーベルダブラー、他）
- 仮面ライダーシリーズ
- 仮面ライダー龍騎（仮面ライダーインペラー）
  - 仮面ライダー剣（センチピードアンデッド、他）
  - 仮面ライダー響鬼（仮面ライダー裁鬼）
  - 仮面ライダーカブト（仮面ライダーケタロス、ゼクトルーパー）
- スーパー戦隊シリーズ
  - 百獣戦隊ガオレンジャー（オルゲット）
  - 忍風戦隊ハリケンジャー（下忍マゲラッパ）
- ルナベース地球防衛軍女子部 飛び出せ ! 野球拳3D（ナレーション、ウキケロ星人）

### 吹き替え
- 実録・リアル食人族 WELCOME TO THE JUNGLE（2009年、ジョン / 宣教師・リッチ）※テレビ映画

### ドラマCD
- ぼく、オタリーマン。（2010年、山上くん / マンションの住人）

### その他
- 仮面ライダー電王 ファイナルステージ（敵イマジンの声）
- それいけ！電エース 雷電之介 役
- 侍戦隊シンケンジャー 秘伝音盤 第三幕 天下分け目の大合戦（2009年、クサレアヤカシ）※サウンドトラック